# Освіта в Бутані
Освіта у Бутані — цілеспрямований процес виховання і навчання громадян Бутану.

## Середня освіта у Бутані

### Історія розвитку системи середньої освіти

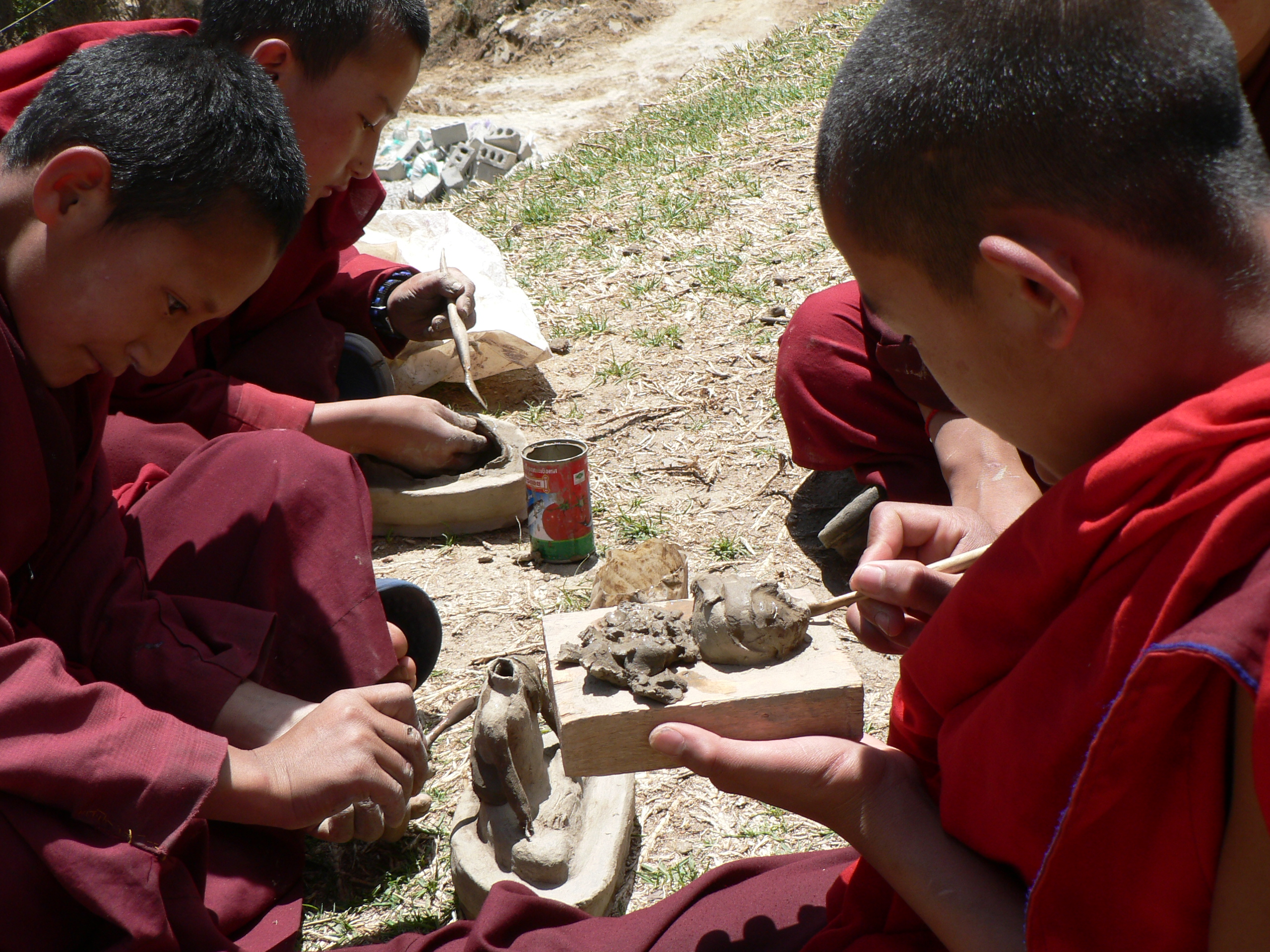
Заняття в монастирській школі монастиря Дечен-Пходранг

Освіту за типом західної став вводити перший король Бутану Уг'єн Вангчук (1907–1926). До 1950 року існували тільки дві світських школи в дзонгхагах Хаа і в Бумтанг, освітою в основному завідували буддійські монастирі. Після 1950 року почали з'являтися світські школи, як у приватному порядку, так і спонсоровані державою. На кінець п'ятидесятих років налічувалося 29 початкових державних шкіл і тридцять приватних, в яких навчалося 2500 дітей. Середню освіту можна було отримати тільки в Індії.

### Реформи Першого п'ятирічного плану
Під час Першого п'ятирічного плану (1961–1966) були створені нові школи, і у Бутані стало 108 шкіл, в яких навчалися 15 тисяч осіб. Тоді ж ввели кілька щаблів освіти.
- Дошкільне навчання (preschool) проводилося в 4 роки.
- Початкова школа (primary grades) складається з п'яти класів.
- Неповна середня школа (junior high) включає класи з шостого по восьмий.
- Середня школа (high) включає класи з дев'ятого по одинадцятий.

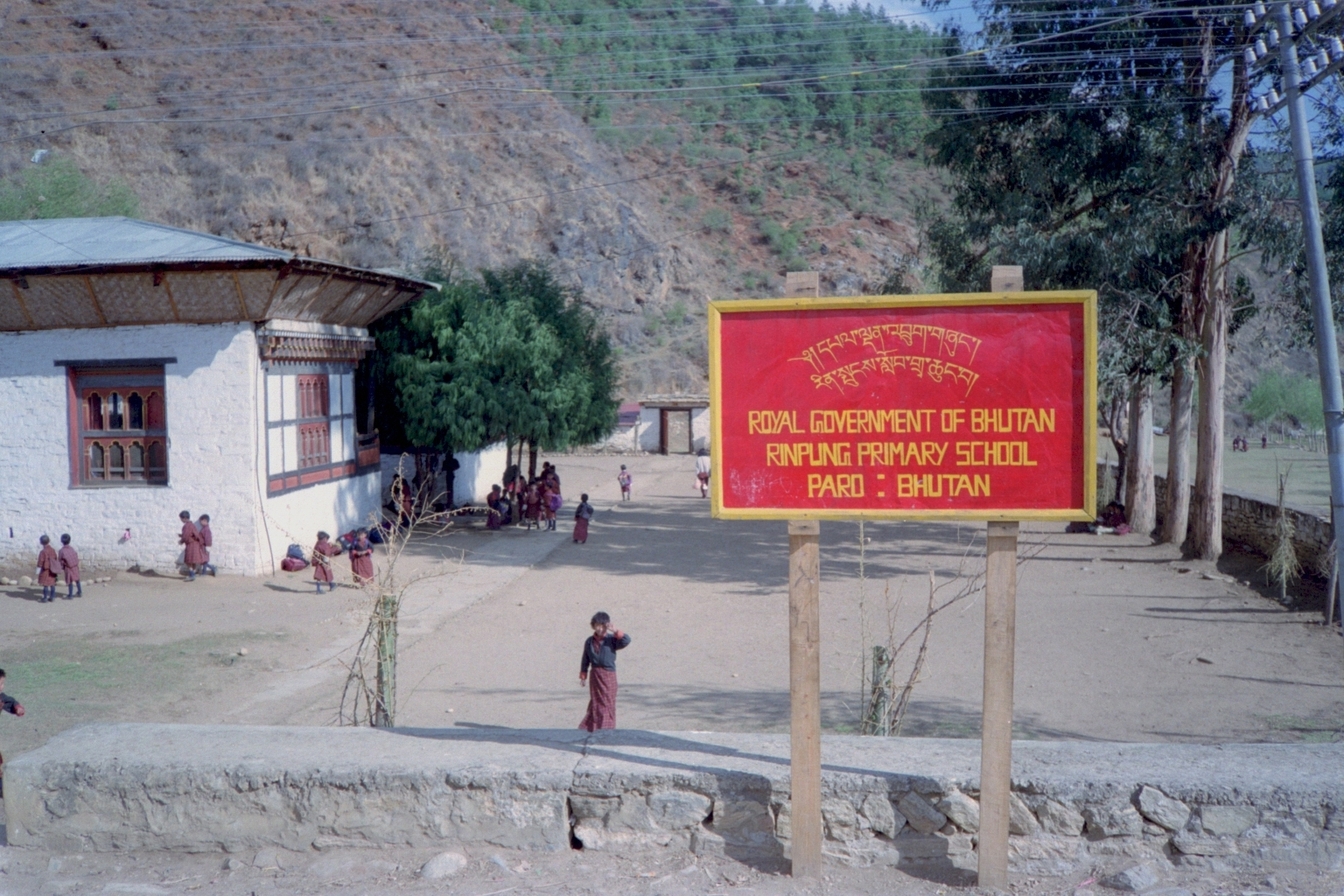
Початкова школа в Паро

Для проходження на наступний рівень учні зобов'язані були здавати іспит за єдиною загальнобутанською програмою. Іспит після десятого класу проводила індійська атестаційна комісія. Департамент освіти відповідав також за видання підручників, підготовку вчителів, освіту і підготовку вчителів за кордоном та залучення закордонних фахівців.
У систему середньої освіти входили як основні предмети англійська мова, математика, мова дзонг-ке. У середніх і старших класах англійська використовувалася як мова навчання, але мові дзонг-ке також приділялася увага. До 1989 року в південних районах в школах використовували мову непалі. У школах вивчаються також англійська література, суспільствознавство, історія, географія, природознавство, біологія, хімія, фізика і релігія. При цьому вивчення історії Бутану проводиться більше на підставі усної традиції, ніж на історичних документах. За допомогою ЮНЕСКО і Лондонського університету був розроблений десятирічний курс, що включає чотири предмети з бутанської історії та культури, шість предметів з індійської і світової історії та політики. Також у школі з'явилися практичні предмети з землеробства, тваринництва і лісового господарства.

### Успіхи до кінця дев'яностих
В 1988 році у Бутані було 42 446 учнів та 1513 вчителів в 150 початкових школах, 11 835 учнів та 447 вчителів в 21 середніх школах, 4515 учнів і 248 вчителів в 9-ти старших школах. 63 % учнів початкових і середніх шкіл складають хлопчики. 70 % вчителів — чоловіки.
У технічних і спеціальних школах в цей час налічувалося 1761 учнів і 150 вчителів.
Лише мала частина дітей шкільного віку була охоплена освітою — 25 % початкового віку, 8 % віку середніх класів і лише 3 % віку старших класів, грамотність становила 30 %. За останні роки ситуація значно покращилася.
Значна частина шкіл працює як інтернати. Навчальний рік триває з березня по вересень. У школах учням безкоштовно надаються навчальні посібники. За сприяння міжнародних організацій у ряді шкіл учні отримують безкоштовні обіди.
Чимало бутанців навчаються за кордоном — в Індії, Японії, Сінгапурі, Німеччині і а англомовних країнах. Значна більшість після закінчення навчання повертаються у Бутан.

### Сучасний стан

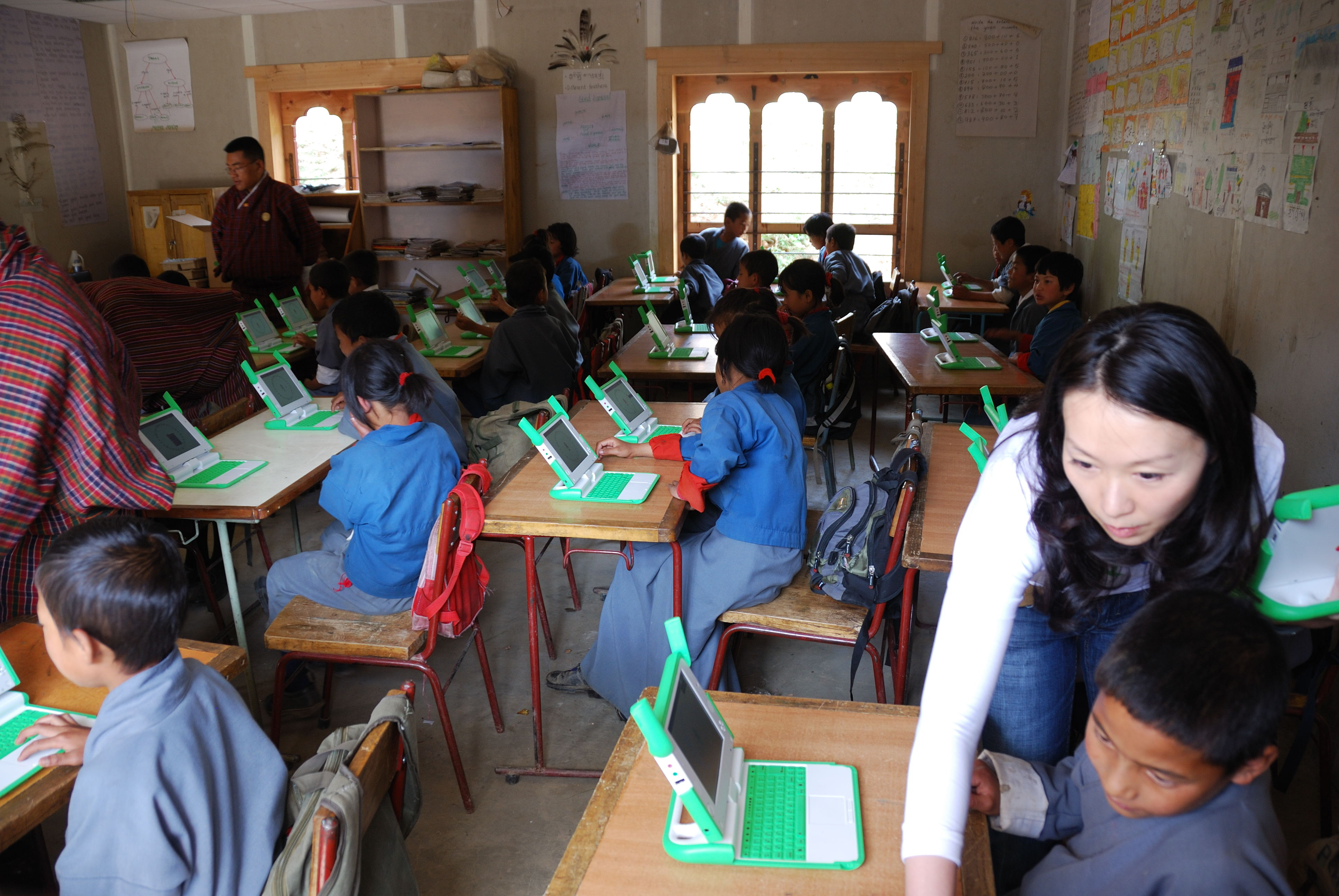
Класна кімната у школі в Тхімпху

В даний час базове навчання визначається як 10-річне, а повне навчання займає 13 років: рік підготовчого класу (PP), 6 років початкової школи (PS), 2 роки середньої школи молодшого рівня (LSS) і 2 роки середньої школи середнього рівня (MSS) і 2 роки в середній школі старшого рівня (HSS). Початок навчання — в шість років. Після 8, 10 і 12 класу здаються іспити. Статистика показує, що 87 % закінчивших початкову школу йдуть далі вчитися в середню. 95 % вступивших в середню школу її закінчує, отримавши базову освіту. 40 % учнів, що показали високу успішність, потрапляють в старшу середню школу, ще 25 % продовжують навчання у приватній старшій середній школі. Після закінчення старшої школи учні, що показали кращу успішність, продовжують вчитися за кордоном.
Шкільна освіта безкоштовна, однак батьки несуть невеликі витрати по благоустрою школи, покупці форми, проїзду. Іноді батьки змушені забирати дітей зі школи з економічних міркувань.
Станом на 2008 рік (згідно з офіційною сторінкою Міністерства освіти Бутану) у Бутані налічується:
- 266 громадських початкових шкіл (CPS)
- 94 початкові школи (PS)
- 91 середня школа молодшого рівня (LSS)
- 45 середніх шкіл середнього рівня (MSS)
- 32 середні школи старшого рівня (HSS).

Крім цього існують приватні школи, які зобов'язані відповідати вимогам міністерства освіти. Всього в країні понад 500 шкіл.
На 2004 рік початкову освіту отримують 84,3 % дітей, цього року в школах навчалося 136 000 чоловік, охоплення школами при цьому постійно зростає. На одного вчителя припадає в середньому 31 учень.

## Вища освіта у Бутані
- Королівський університет Бутану
- Коледж Шерубце у складі Королівського університету
- Королівський інститут менеджменту